# Chicago (1938)
Chicago (Originaltitel: In Old Chicago) ist ein US-amerikanisches Filmdrama von Henry King aus dem Jahr 1938 mit einer Starbesetzung. Die Hauptrollen in dem Film über die Ereignisse, die zum großen Brand von Chicago im Oktober 1871 führten, spielen Tyrone Power, Alice Faye und Don Ameche. Regisseur und Hauptdarsteller drehten unmittelbar im Anschluss Alexander’s Ragtime Band.

## Handlung
Die beiden ältesten Söhne von Miss O’Leary aus Chicago können unterschiedlicher nicht sein. Dion ist ein zwielichtiger Krimineller, der eine verrufene Spielhölle betreibt. Jack O’Leary hingegen ist ein angesehener Anwalt, der sich bemüht, das Ansehen des Gemeinwesens zu verbessern. Dion verliebt sich eines Tages in die Sängerin Belle Fawcett. Unter ihrem Einfluss bemüht er sich, ein besseres Leben zu führen, und sorgt schließlich dafür, dass sein Bruder Jack die Bürgermeisterwahl gewinnt. Als Jack ebenfalls romantische Gefühle für Belle entwickelt, scheint der Konflikt zwischen den Brüdern offen zum Ausbruch zu kommen. Doch dann entzündet Miss O’Learys Kuh eines Nachts ihren Stall und löst damit den großen Brand von Chicago im Oktober 1871 aus. Jack findet den Tod, als er dem Brand durch die Sprengung von einigen Straßenzügen Einhalt gebieten will. Am Ende gestehen sich Dion und Belle ihre Liebe, und gemeinsam helfen sie beim Wiederaufbau der zerstörten Stadt mit. 

## Hintergrund
Der Erfolg von Metro-Goldwyn-Mayers San Francisco über das dortige große Erdbeben von 1906 löste etliche Folgeproduktionen aus, die sich mit dramatischen Naturgewalten beschäftigten und diese aufwändig in Szene setzten. Samuel Goldwyn brachte mit … dann kam der Orkan einen spektakulären Katastrophenfilm über einen gewaltigen Hurrikan in die Kinos. Darryl F. Zanuck plante dagegen einen Film rund um das große Feuer von Chicago. Dabei bemühte er sich zunächst, Clark Gable und Jean Harlow von MGM auszuleihen, und war sogar bereit, im Gegenzug MGM seinen größten Star Shirley Temple für Das zauberhafte Land zur Verfügung zu stellen. Der plötzliche Tod von Jean Harlow machte das Arrangement hinfällig, und Zanuck besetzte die Hauptrolle mit Alice Faye. Die Produktion begann im Juni 1937 noch unter dem Arbeitstitel Chicago. Die Gesamtkosten beliefen sich am Ende auf etwa 1.800.000 US-Dollar, wobei die gut zwanzigminütige Feuerszene allein um die 500.000 US-Dollar gekostet haben soll. In den Gesamtkosten war auch die Gage für Miss O’Learys Kuh enthalten, deren Halter für ihre Dienste insgesamt 2.500 US-Dollar erhielt. Die Kuh bekam sogar ein Double gestellt. In Deutschland lief der Film ab dem 25. Oktober 1938.

## Auszeichnungen
Bei der Oscarverleihung 1938 gewann der Film zwei Oscars in den Kategorien: 
- Beste Nebendarstellerin (Alice Brady)
- Beste Regieassistenz (Robert Webb)

Weitere Nominierungen erhielt er in den Kategorien: 
- Bester Film
- Beste Originalgeschichte (Niven Busch)
- Bester Ton (Edmund H. Hansen)
- Beste Filmmusik (Louis Silver)